# Myrmecophila galeottiana
Myrmecophila galeottiana är en orkidéart som först beskrevs av Achille Richard, och fick sitt nu gällande namn av Robert Allen Rolfe. Myrmecophila galeottiana ingår i släktet Myrmecophila och familjen orkidéer. Inga underarter finns listade i Catalogue of Life.